# Friedrich Hartmann (Bauingenieur, 1876)
Friedrich Hartmann (* 29. März 1876 in Troppau; † 16. Jänner 1945 in Wien) war ein österreichischer Bauingenieur und Hochschullehrer. Er war Rektor der Technischen Hochschule Wien.

## Leben
Friedrich Hartmann studierte Bauingenieurwesen an der Deutschen Technischen Hochschule Brünn, wo er 1910 zum Dr. techn. promovierte und als Assistent von Joseph Melan tätig war. Von 1902 bis 1916 war er als Konstrukteur und Statiker bei verschiedenen Eisenbahn-Bauunternehmen tätig. Von 1915 bis 1918 unterrichtete er auch an der k.u.k. Technischen Militärakademie in Mödling.
1916 wurde er als ordentlicher Professor für Brückenbau an die Technische Hochschule Wien berufen, wo er bis zu seinem Tod aktiv blieb. In den Studienjahren 1922/23 und 1923/24 stand er als Dekan der Ingenieurschule vor, im Studienjahr 1928/29 war er gewählter Rektor der Technischen Hochschule Wien.
Hartmann beschäftigte sich mit dem Eisenbetonbau bei Brückenkonstruktionen und war am Bau von Brücken über den Donaukanal sowie am Bau der zweiten Wiener Reichsbrücke beteiligt. Außerdem befasste er sich mit der ästhetischen Landschaftsverträglichkeit von Bauwerken sowie mit baustatischen Aufgaben.
Friedrich Hartmann starb 1945 im Alter von 68 Jahren. An der TU Wien wurde im Hauptgebäude am Karlsplatz ein Hörsaal nach ihm benannt.

## Auszeichnungen
- 1925: Wirkliches Mitglied der Österreichischen Akademie der Wissenschaften

## Publikationen (Auswahl)
- 1913: Die statisch unbestimmten Systeme des Eisen- und Eisenbetonbaues, 2. Auflage 1922
- 1924: Die genaue Berechnung gelenkloser Gewölbe
- 1928: Ästhetik im Brückenbau
- 1937: Knickung, Kippung, Beulung
- 1951: Friedrich Hartmann: Stahlbrücken, 3. Band von "Der Brückenbau", 765 Seiten, herausgegeben von Ernst Melan, Wien, Verlag Franz Deuticke